# Institut pour les études de politique internationale
L’Institut pour les études de politique internationale (en italien : Istituto per gli Studi di Politica Internazionale, ISPI) est un des plus anciens instituts italiens, spécialisé dans les affaires internationales (fondé en 1934). Il existe sous la forme d'une association privée, avec un statut d'organisation sans but lucratif depuis 1972 qui opère sous la supervision du ministère italien des Affaires étrangères et sous le contrôle du Trésor. Son siège est au palazzo Clerici à Milan.